# Giovanni Battista Maneschi
Giovanni Battista Maneschi (* 10. Mai 1813 in Foligno; † 15. August 1891 in Veroli) war ein italienischer Prälat.

## Leben
Giovanni Battista Maneschi wurde am 10. Mai 1813 in Foligno geboren. Nach Abschluss seiner philosophischen und theologischen Studien wurde er am 19. März 1836 im Alter von dreiundzwanzig Jahren in Rom zum Priester geweiht. Im selben Jahr promovierte er zum Doktor der Theologie und erwarb 1840 einen Abschluss in utroque jure an der Universität von Rom. Er wurde zum Kanoniker der Kathedrale von Foligno ernannt und bekleidete sieben Jahre lang das Amt des Generalvikars in seiner eigenen Diözese Foligno und – in zwei verschiedenen Perioden – in der Diözese Senigallia. Am 21. Dezember 1868 wurde er von Papst Pius IX. zum Bischof von Veroli ernannt und am folgenden 10. Januar in der Lateranbasilika in Rom von Kardinal Luigi Morichini zum Bischof geweiht. Einige Wochen später, am 2. Februar, zog er feierlich in die Diözese Veroli ein. Während seiner bischöflichen Amtszeit zeichnete sich Bischof Maneschi durch seine Großzügigkeit, seine moralische Integrität und seine ausgeprägte Frömmigkeit aus. Er nahm auch am Ersten Vatikanischen Konzil teil. Er erlitt einen Schlaganfall und starb nach einigen Monaten des Leidens am 15. August 1891. Nach der Begräbniszeremonie in der Kathedrale wurde Mgr. Maneschi am 18. August in dem Kirchlein San Lorenzo beigesetzt. 